# Silvia Navarrete
Silvia Navarrete (18 de octubre de 1953) es una pianista mexicana dedicada sobre todo a la interpretación de música mexicana. Fue nombrada directora del Conservatorio Nacional de Música para el periodo 2023-2027.

## Biografía
Silvia Navarrete inició sus estudios de piano a la edad de cuatro años con la maestra Felicidad González, alumna del compositor Manuel M. Ponce, continuando su formación en el Conservatorio Nacional de México de la mano de Guillermo Salvador, entre 1967 y 1973. En 1973 recibió el primer certificado como maestra de Grado Superior otorgado en América Latina por el sistema de Enseñanza Musical Yamaha, como resultado de un examen realizado a nivel de todo el continente. En 1974, su trayectoria como intérprete estuvo premiada con una beca para estudiar en el Institut des Hautes Études Musicales en Montreaux, donde recibió clases magistrales de Dieter Weber, John Ogdon, Peter Serkin, Joanna Graudan y Norman Shetler. Ese mismo año obtuvo el primer lugar en el concurso Sala Chopin por lo que se le concedió una beca de dos años para continuar sus estudios musicales en la Hochschule für Musik und Darstellende Kunst de Viena de la mano del profesor Dieter Weber. En el verano de 1975 estudió el repertorio de música española con la maestra Rosa Sabater en la Escuela de Verano de Santiago de Compostela. En 1976-1978 recibió clases particulares de Guadalupe Parrondo, en 1977-1980, de György Sándor, y en 1981-1983, de Pierre Sancan, profesor del Conservatorio de París, con quien estudió especialmente el repertorio de música francesa.
En 1980 participa en el concurso para jóvenes solistas de la Orquesta Filarmónica de la Ciudad de México donde obtiene el primer lugar y un contrato para varios conciertos como solista con dicha orquesta. En 1984 y 1985 participó en las Semaines Musicales de Tours con Tatiana Nikolayeva, donde obtuvo el primer lugar en el Concurso Internacional para violín y piano que le otorgó el papel de solista en un concierto con Los Virtuosos de Moscú en 1984, dirigida por Vladimir Spivakov, y con la Orquesta del Festival Bach en 1985. Simultáneamente, durante estos años impartió clases de piano en el Conservatorio Nacional de Música de México.

## Discografía
- Música latinoamericana para piano. Vol. I y II (1996 y 1999). México: Fonca.
- Obras de Luis Gonzaga Jordá (1998)
- Ecos de México, música mexicana del siglo XIX (1998)
- Boleros, con Fernando de la Mora (2002)
- Aires mexicanos: música mexicana del siglo XIX (2003). México: Fonca.
- Mosaico Selección de varios discos (2006)
- Ricardo Castro, con la participación de Fernando de la Mora (2008)
- Recuerdos de México, piezas para piano de Luis Hahn (noviembre de 2008). Grabación para el Bicentenario de la Independencia Nacional y el Centenario de la Revolución, en la Sala Nezahualcóyotl de la Universidad Nacional Autónoma de México. Disco compacto incluido en la edición facsimilar de las partituras. México: Consejo de la Crónica de la Ciudad de México/Conservatorio Nacional de Música/Consejo Nacional para la Cultura y las Artes/Instituto Nacional de Bellas Artes.
- Música de la Independencia a la Revolución. Revista Artes de México N.º 97 (2010). México: Fonca.